# Indicator minor
Indicator minor là một loài chim trong họ Indicatoridae.
Loài chim này được tìm thấy ở Angola, Benin, Botswana, Burkina Faso, Burundi, Cameroon, Cộng hòa Trung Phi, Chad, Cộng hòa Congo, Cộng hòa Dân chủ Congo, Bờ Biển Ngà, Guinea Xích Đạo, Eritrea, Eswatini, Ethiopia, Gabon, Gambia, Ghana, Guinea, Guinea-Bissau, Kenya, Lesotho, Liberia, Malawi, Mali, Mozambique, Namibia, Niger, Nigeria, Rwanda, Senegal, Sierra Leone, Somalia, Nam Phi, Sudan, Tanzania, Togo, Uganda, Zambia, và Zimbabwe.